# Wolfram Research

Wolfram

A Wolfram Research egy jelentős amerikai számítógéptudományi vállalat, melyet Stephen Wolfram 1987-ben alapított meg munkatársakkal együtt. A vállalat legfontosabb terméke a Mathematica programcsomag.

## A Wolfram Research előzményei
Stephen Wolfram 1953-ban doktorált a CalTech-en, majd együtt dolgozott Richard Feynman amerikai fizikussal is. Áramlások számítógépes modellezését végezte, sejtautomaták felhasználásával. 1987-ben alapította meg munkatársakkal együtt a Wolfram Research vállalatot. E vállalatnak a legfontosabb terméke a Mathematica programcsomag, de jelentős szerepet vállal a cég a matematika népszerűsítésében is. Ezen a területen egy fontos matematikai enciklopédiának, a MathWorld-nek, a World of Science honlapnak, valamint a Mathematica Demonstrations weblapnak a kifejlesztése fűződik a nevéhez. Legújabb termékük a Wolfram Alpha szolgáltatás, amely 2009 májusában indult el.

## Szoftverfejlesztések
A Wolfram Research a Mathematica programcsomag kifejlesztésével vált világhírűvé. A legutolsó változatát, a Mathematica 7-es verzióját 2008 novemberében bocsátották ki.

## Publikációk
A Wolfram Research publikációi közül a legfontosabb Mathematica Journal.

## Külső hivatkozások
- A MathWorld honlapja
- A World of Science honlapja
- A Mathematica demonstrációk honlapja
- Cikk a Mathematica 6: kibocsátásáról, 2007-ből Archiválva 2011. július 20-i dátummal a Wayback Machine-ben